# 北越號列車
北越（日语：／ Hokuetsu */?）號列車是行走於金澤站至新潟站之間的特急列車。列車途經北陸本線和信越本線。
在本條目內，將會記載北陸地方內各都市之間的優等列車演變。

## 概要
在1969年10月，新設了行走於大阪站至新潟站之間（途經東海道本線、北陸本線和信越本線）的特急臨時列車「北越」。在1970年3月升格至定期列車。在1975年3月湖西線開業後，列車改為該路線。
在1978年10月，北陸方向的特急列車進行重組。於大阪站到發的列車改名為「雷鳥」，使「北越」剩下行走於金澤至新潟之間，當時只剩下1個往返班次。但是，隨著上越新幹線啟用，「白鷹」以長岡作為邊界把系統分割，使「北越」班次數目增加。有一段時期，「白鳥（急行「白鳥」升級為特急的班次）」的系統進行分割，使該列車部分班次只行駛至福井站。而「北越」便成為北陸與新潟地方之間一架主要列車。
在2001年3月，隨著於大阪駅到發的「雷鳥」與「雷鳥」進行整合，行走於大阪站至新潟站之間的「雷鳥」2個往返班次，及把「白鳥」廢除。自此，金澤站至新潟站之間的日間特急只剩下「北越」。隨著北陸新幹線啟用，北陸本線金澤至直江津之間由第三部門鐵道營運，「北越」便被廢除。

### 列車名稱的由來
「北越」取自舊國名越國的北部。而北越也會指越中國與越後國兩國。

## 運行概況
以下為截至2015年3月13日「北越」被廢除前的運行概況。
所有列車行走於金澤站至新潟站之間，共5往個往返班次（10班）。從金澤站出發的班次為單數，從新潟站出發的班次為雙數。班次較少的原因是由於在北陸本線內也有其他特急行走，例如「白鷹」、「雷鳥」、「白鷺」，這此列車能夠補充北陸本線特急班次的需求。另外，於信越本線內也有快速「頸城野」，該列車能夠補充信越本線優等列車班次的需求。

### 停車站
金澤站 - （津幡站） - （石動站） - 高岡站 - （小杉站） - 富山站 - （滑川站） - 魚津站 - （黑部站） - （入善站） - （泊站） - 糸魚川站 - 直江津站 - 柿崎站 - 柏崎站 - 長岡站 - 見附站 - 東三條站 - 加茂站 - 新津站 - 新潟站
- 只有部分列車停靠（ ）車站
  - 津幡站：下行3號，上行10號停靠。
  - 石動站：下行3、9號，上行8號停靠。
  - 小杉站：下行1號，上行10號停靠。
  - 滑川站：下行7、9號，上行2、4號停靠。
  - 黑部站：下行7號，上行10號通過。
  - 入善站：下行7、9號，上行8、10號停靠。
  - 泊站：下行1、5、7號，上行8、10號停靠。

### 所需時間
新潟站至金澤站之間 上行 3小時37分鐘至42分鐘 下行 3小時39分鐘至45分鐘

### 使用車輛與編成
「北越」使用JR東日本新潟車輛中心所屬的485系電動列車（使用1000番台主體T編成和3000番台R編成）6卡編成行走。在485系中，主要使用翻新車（3000番台）或1000番台（俗稱「上沼垂色」）T18編成，在極少數情況下會使用K1、2編成。
在485系1000番台，K編成所有車輛和T編成中間座位指定席車輛的座位是使用從3000番台替換下來的座位。
自由席車廂從原來的簡易躺椅坐墊更換為桶型坐墊或使用前「雷鳥」豪華車廂編成，這些座位與豪華車廂同等級，座位地台較高，座位前後空間較多。
JR在在來線特急列車的英文標記為「Limited Express」，但是485系3000番台車內LED式顯示器中，顯示此特急列車英文為「Super Express」。而實際上只有JR新幹線特急列車的英文才會使用「Super Express」。而3000番台前面LED式頭牌中，會顯示出日本海波浪動畫。

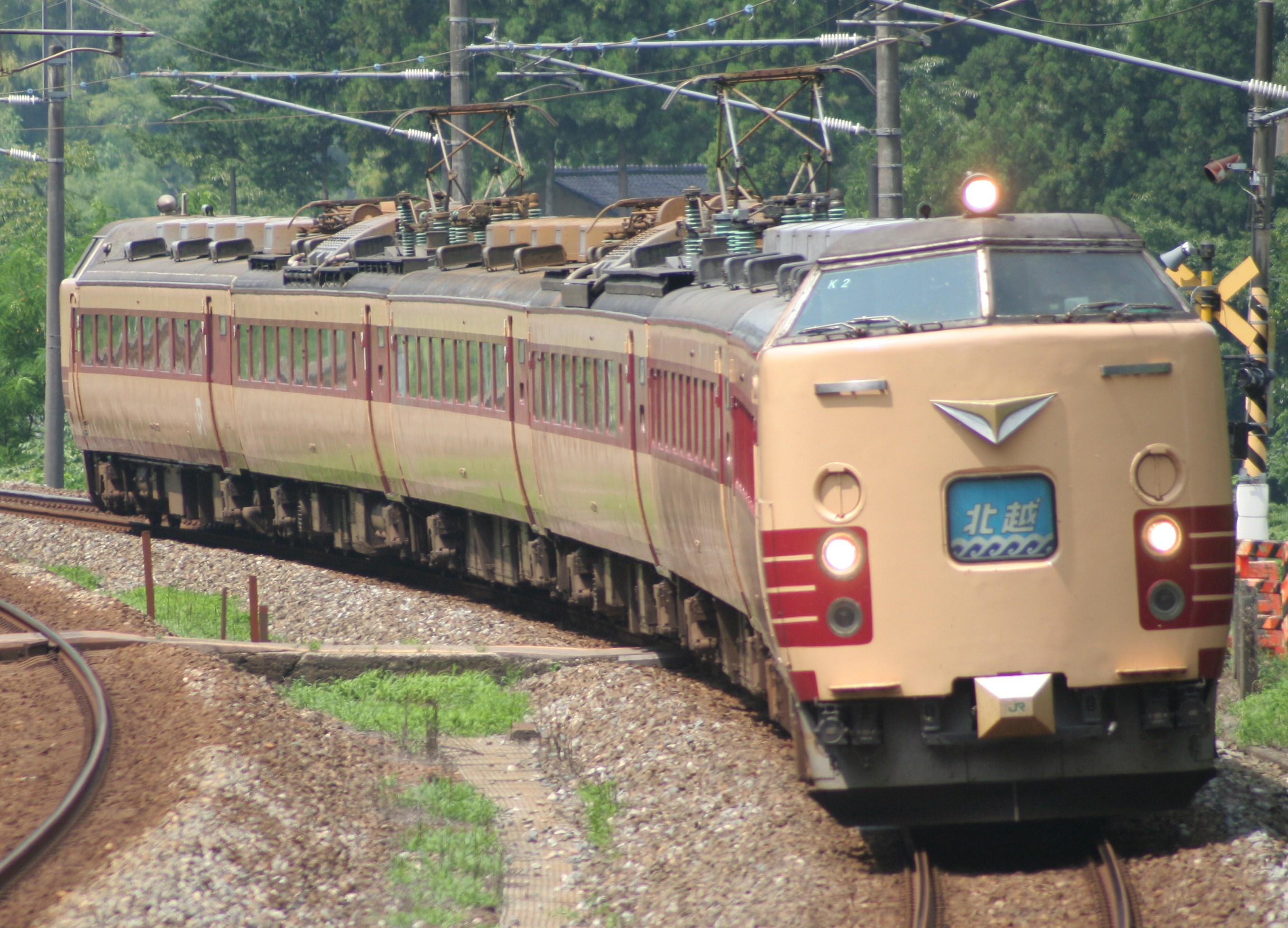
485系（國鐵色）
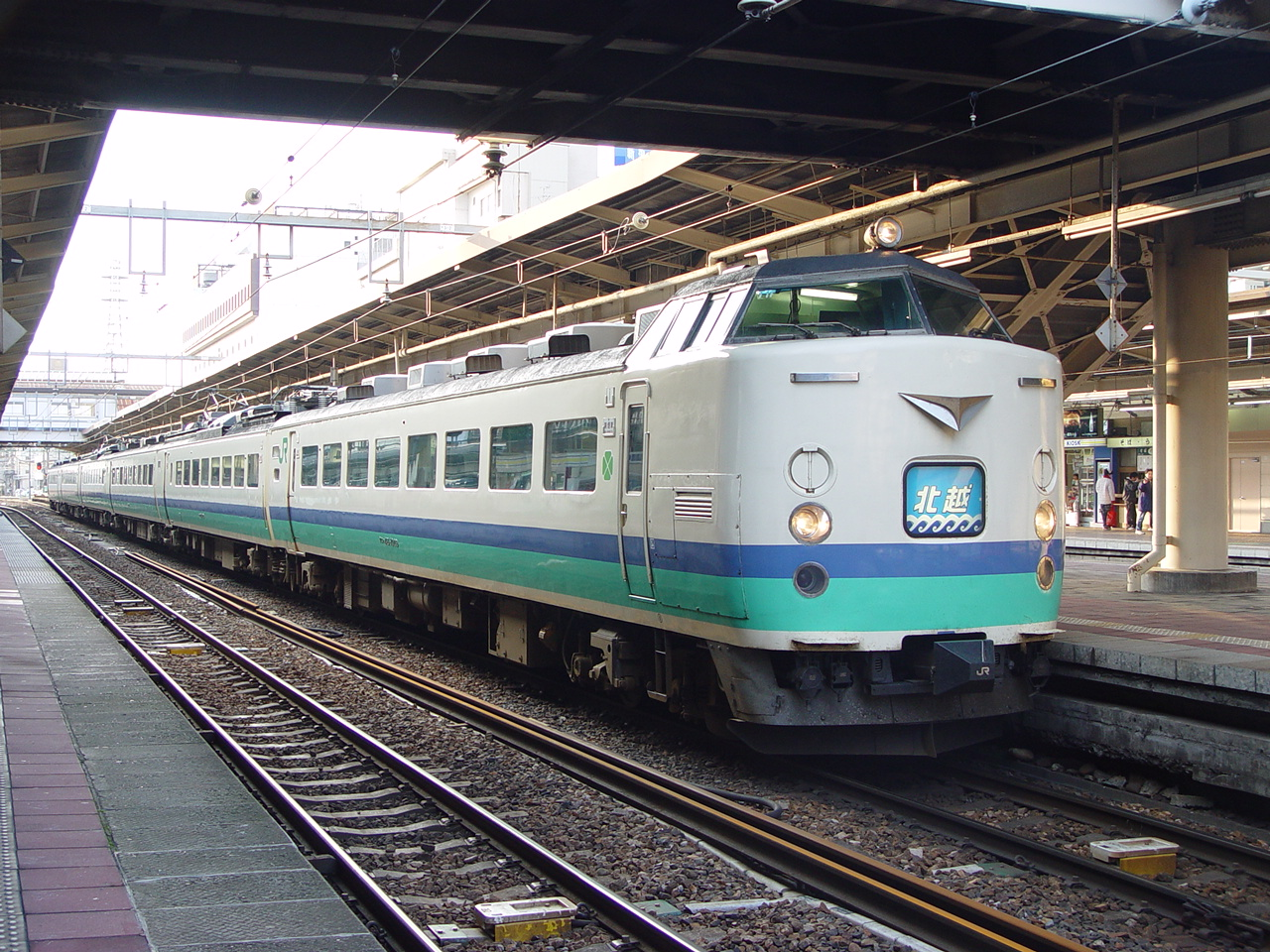
485系（上沼垂色）
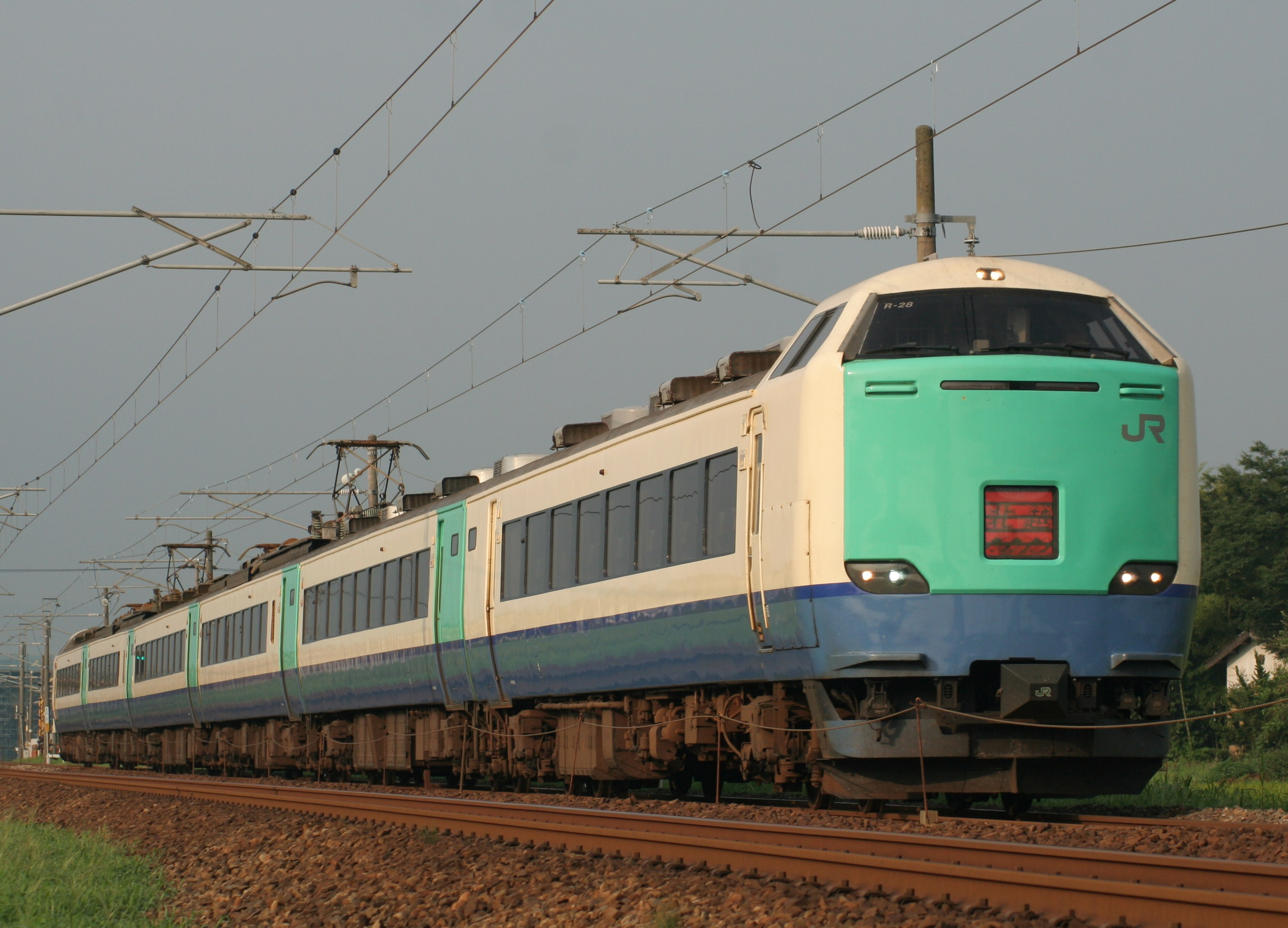
485系（翻新車廂）

### 車內販賣
日本餐廳企業 (NRE) 負責「北越」班次的車內販賣服務。但是，3個往返班次（下行3、5、9號，上行2、8、10號）沒有車內販賣服務。另外，車內販賣服務不支援Suica支付。曾經北陸旅遊服務負責車內販賣服務。

## 北陸・新潟地方之間的優等列車概述

### 北國
在1961年10月開設急行「北國」，行走於金澤站至新潟站之間，連接石川縣與新潟縣兩處。一直以來，北陸地方都市之間的聯絡列車包括了「北陸」和「日本海」，但是該「北陸」是行走上野站至大阪站之間，而「日本海」則為日本海縱貫線直通列車。但是這些列車沒有效率，同日雖然特急「白鳥」也開始運行，但是由於當時「白鳥」不途經新潟站，因此「北國」成為了一個輔助性較強的列車。
當初，「北國」使用KiHa58系行走，車頭裝上了大型頭牌，牌中的圖案是雪花。在1963年，列車行駛區間延長至大阪站至新潟站之間，而大阪站至金澤站之間與「奧能登」結併，該區間以12卡編成行去。
在1968年10月，行走於大阪站至青森站之間的夜行急行使用「北國」這個名稱，因此行走於大阪站至新潟站之間的「北國」改名為「越後」。

### 白馬
在1971年7月至1975年3月之間，為了新的觀光需求，因此開設了「白馬」（日语：／）列車，行走北陸與信州之間，當初為臨時列車。後來由於1972年3月變為定期列車，並相信能夠吸引旅客乘坐。在金澤站至糸魚川站之間與「白雪」結併運輸。由於主要此列車的客源為觀光客，列車人氣十分高。在1972年開設從糸魚川出發前往信濃大町的季節性列車。
但是在1982年，由於與「白馬」結併運輸的「白雪」與「白鳥」整合，使「白馬」廢除。使行走大糸線全線的優等列車全部被廢除。
而「白馬」這個列車愛稱在1950年代至1960年代之間使用在首都圈與長野縣之間中使用。

### 光輝

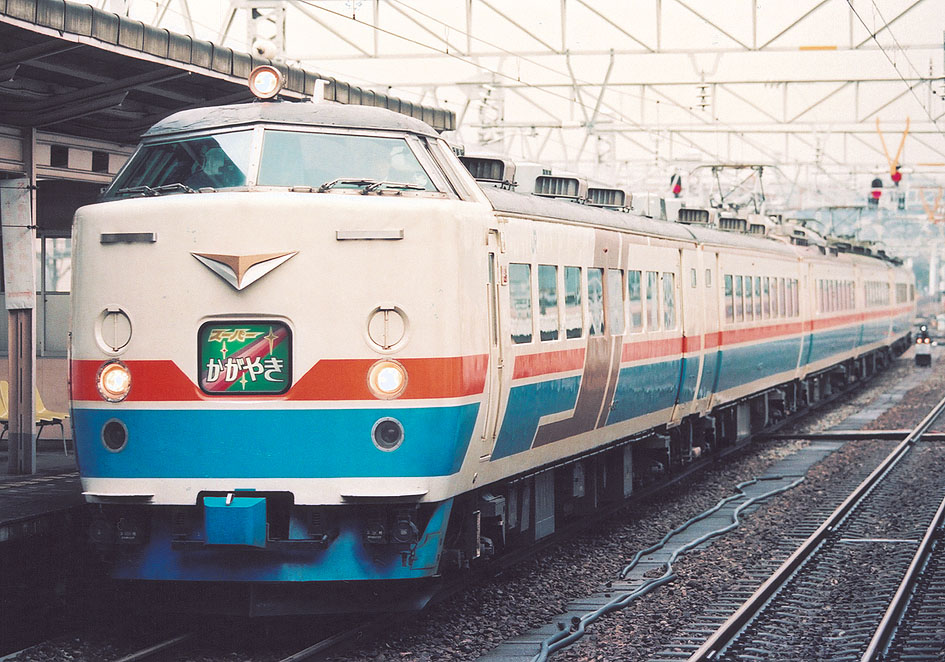
特急「光輝」

在1988年開設了特急「光輝」，行走於金澤站至長岡站之間。「光耀」的停車站比「北越」少，因此成為一架較快速的列車。停車站只有直江津站、魚津站（部分班次停靠）、富山站和高岡站。車輛方面使用485系，只有連結普通車廂，全車為座位指定席，沒有自由席。「光輝」於長岡站的到發時間會配合上越新幹線「朝日」的時間表，使金澤站至上野站之間最快只需4小時10分便可到達。列車名稱是由公開招募得來。在同一時間，為了方便乘客轉乘東海道新幹線，也開設了比特急「白鷺」更快速的列車，名為「閃耀」。
在1997年，隨著途經北越急行北北線的「白鷹」登場，使「光輝」被廢除。
另外「光輝」這個列車愛稱在2015年3月14日，北陸新幹線長野站至金澤站之間開業後，使用在北陸新幹線的最快速列車之列車名稱。

## 北陸・新潟地方之間的優等列車演變

### 起始
- 1961年（昭和36年）10月1日：開設行走於金澤站至新潟站之間的急行「北國」。
- 1963年（昭和38年）4月20日：隨著實施時間表修正，設有以下變更：
  - 「北國」的行駛區間改為大阪站至新潟站之間。
  - 前往從金澤出發前往秋田，從青森出發前往金澤的急行「白雪」。
- 1968年（昭和43年）10月1日：由於大阪站至青森站之間的夜行急行 501、502列車命名為「北國」，原本的「北國」便改名為「越後」（日语：／）。

### 特急「北越」登場後
- 1969年（昭和44年）10月1日：開設行走於大阪站至新潟站之間（途經東海道本線、北陸本線和信越本線）的臨時特急列車「北越」。
- 1970年（昭和45年）3月1日：「北越」變為定期列車。
- 1971年（昭和46年）7月20日：開設行走於金澤站至松本站之間（途經大糸線）的臨時列車「白馬」（糸魚川站至松本站之間為普通列車）。
- 1972年（昭和47年）3月15日：「白馬」變為定期列車，整個區間急行列車化。另外加設季節列車，從糸魚川發前往信濃大町，只有1班。
- 1973年（昭和48年）3月1日：「北越」增加至2個往返班次。使大阪站至新潟站之間設有2個往返班次，金澤站至新潟站之間（毎日行駛的臨時列車）設有1個往返班次。
- 1975年（昭和50年）3月10日：隨著湖西線開業而實施時間表修正，設有以下變更（1975年3月10日日本國鐵時間表修正（日语：1975年3月10日国鉄ダイヤ改正））。
  - 「北越」改經湖西線。
  - 「白馬」從糸魚川出發前往信濃大町的季節性列車廢除，回到只有1個往返班次。
- 1978年（昭和53年）10月2日：特急列車進行重組。「北越」於大阪站到發的列車班次，以及於同一區間行走的急行「越後」編入至「雷鳥」。使「越後」被廢除，而「北越」只剩下金澤站至新潟站之間的1個往返班次。

### 連接上越新幹線後特急化與快速化

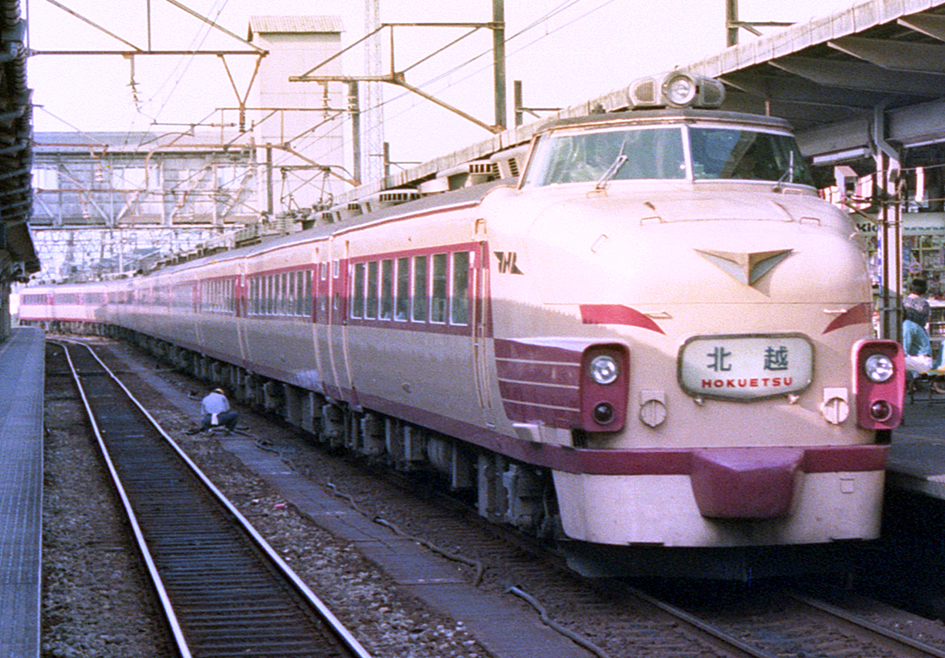
特急「北越」（1982年 金澤站）

- 1982年（昭和57年）11月15日：隨著上越新幹線開業而實施時間表修正，設有以下變更（時間表修正（日语：1982年11月15日国鉄ダイヤ改正））。
  - 「北越」增加至3個往返班次。
  - 「白雪」變為特急列車，並改名為「白鳥」，行走福井站至青森站之間。
  - 「白馬」被廢除。
- 1985年（昭和60年）3月14日：行走於福井站至青森站之間的「白鳥」1個往返班次縮短至行走於福井站至新潟站之間，該班次改名為「北越」。使「北越」增加1個往返班次，共有5個往返班次。
- 1988年（昭和63年）3月13日：實施一本列島（日语：一本列島）時間表修正，開設行走於金澤站至長岡站之間的特急「閃耀」，共有2個往返班次。
- 1989年（平成元年）3月11日：「閃耀」增加2個往返班次，共有4個往返班次。
- 1991年（平成3年）3月16日：「閃耀」增加1個往返班次，該班次行走於福井站至長岡站之間。使「閃耀」共有5個往返班次。另外，「北越」增加1個往返班次，該班次於長岡到發。
- 1992年（平成4年）3月14日：「閃耀」開始連結綠色車廂。「閃耀」增加1個往返班次，該班次行走於和倉溫泉站至長岡站之間[7]。使「閃耀」共有6個往返班次。「北越」下行1班列車於長岡站 → 新潟站之間變為普通列車，上行1班列車於新潟站 → 長岡站之間變為快速列車。
- 1994年（平成6年）12月3日：「北越」的1個往返班次於長岡站到發。

### 北北線開業以後
- 1997年（平成9年）3月22日：隨著北越急行北北線開業而實施時間表修正，設有以下變更：
  - 開設途經北北線，以便轉乘上越新幹線的特急「白鷹」。
  - 「北越」部分班次編入「白鷹」，使「北越」只剩下2個往返班次，只行走於金澤站至新潟站之間。
  - 「閃耀」被廢除。
- 2001年（平成13年）3月3日：「雷鳥」的運輸區間進行變更，行走於大阪站至新潟站之間的「雷鳥」2個往返班次與「白鳥」均被廢除。使「北越」金澤站至新潟站之間增加至5個往返班次[8]。
- 2004年（平成16年）10月23日 - 11月28日：受到新潟縣中越地震的影響，使「北越」暫停服務（1個往返班次於12月12日才重開）。
- 2007年（平成19年）
  - 3月18日：全車禁煙。
  - 7月16日 - 9月12日：受到新潟縣中越近海地震的影響，使「北越」暫停服務。

### 北陸新幹線金澤開業以後

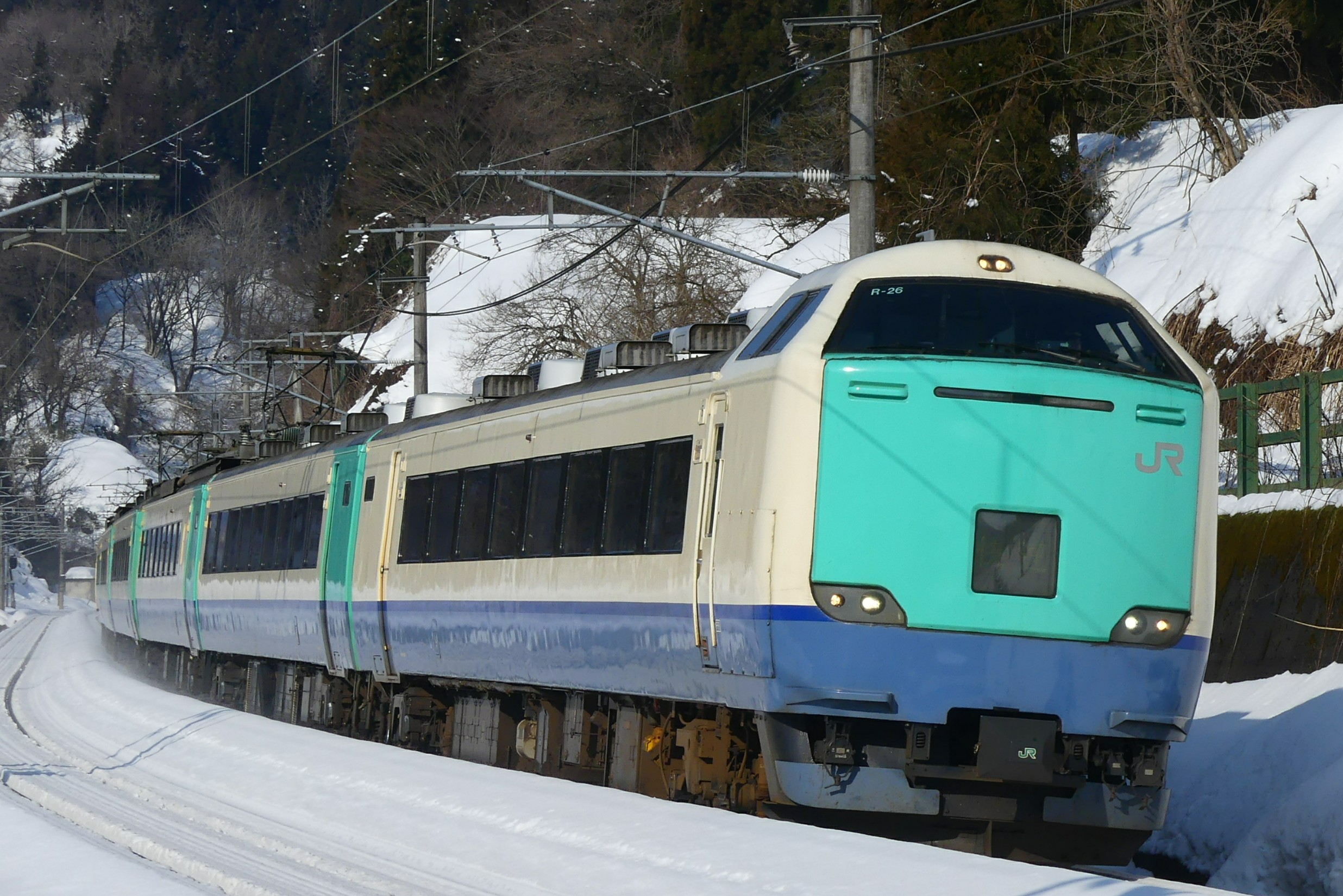
新潟站至糸魚川站之間行走的快速列車（2017年 信越本線）

- 2015年（平成27年）3月14日：隨著北陸新幹線長野站至金澤站之間開業，而實施時間表修正，設有以下變更[9][10][11][12][13]。
  - 特急「白鷹」、「北越」被廢除。另外，「白鷹」這個名稱轉為應用在北陸新幹線的列車名稱上。
  - 「白鷹」廢除後，開設了越後湯澤站至直江津站之間的超快速「雪兔」，共有1個往返班次。
  - 作為「北越」的替代服務，開設了行走於上越妙高站至直江津站至新潟站之間的特急「白雪」，共有5個往返班次[14]。
    - 5個往返班次中，3個往返班次是來往上越妙高站至新潟站之間，2個往返班次是來往新井站至新潟站之間。

  - 開設行走於糸魚川站 - 直江津站 - 新潟站之間的直通快速列車，共有1個往返班次。（由新潟車輛中心485系行走）
- 2016年（平成28年）3月26日：超快速「雪兔」增加1班（單向），使共有1.5個往返班次。
- 2017年（平成29年）3月4日：行走於糸魚川站 - 直江津站 - 新潟站之間的直通快速列車被廢除[15]。

## 注腳
1. ↑  《JR時刻表》2012年3月號，交通新聞社。
2. ↑  特急列車 車内販売のご案内 （页面存档备份，存于）（日語） - 東日本旅客鐵道
3. ↑  車内販売のご案内：JRおでかけネット （页面存档备份，存于）（日語） - 西日本旅客鐵道
4. ↑   (新闻稿). 西日本旅客鐵道. 2014-02-20  [2014-08-31]. （原始内容存档于2022-08-18） （日语）.
5. ↑   (PDF) (新闻稿). 東日本旅客鐵道. 2013-10-10  [2013-10-10]. （原始内容存档 (PDF)于2013-10-10） （日语）.
6. ↑   (新闻稿). 西日本旅客鐵道. 2013-10-10  [2014-11-14]. （原始内容存档于2014-11-09） （日语）.
7. ↑  . 交通新聞 (交通新聞社). 1992-03-03: 1 （日语）.
8. ↑   (新闻稿). 西日本旅客鐵道. 2000-12-08  [2014-08-31]. （原始内容存档于2001年4月17日） （日语）.
9. ↑   (PDF) (新闻稿). 東日本旅客鐵道. 2014-08-27  [2014-08-27]. （原始内容存档 (PDF)于2014-07-22） （日语）.
10. ↑   (新闻稿). 西日本旅客鐵道. 2014-08-27  [2014-08-27]. （原始内容存档于2014-08-27） （日语）.
11. ↑   (PDF) (新闻稿). 東日本旅客鐵道. 2014-12-19  [2014-12-19]. （原始内容存档 (PDF)于2014-12-19） （日语）.
12. ↑   (PDF) (新闻稿). 東日本旅客鐵道新潟分社（日语：東日本旅客鉄道新潟支社）. 2014-12-19  [2014-12-19]. （原始内容 (PDF)存档于2014-12-22） （日语）.
13. ↑   (PDF) (新闻稿). 越後心動鐵道. 2014-12-19  [2014-12-19]. （原始内容 (PDF)存档于2014-12-19） （日语）.
14. ↑   (PDF) (新闻稿). 東日本旅客鐵道新潟分社. 2014-08-27  [2014-08-27]. （原始内容 (PDF)存档于2014年11月27日） （日语）.
15. ↑  上新大介. . MyNavi新聞. 2016-12-16  [2018-08-20]. （原始内容存档于2021-06-13） （日语）.